# Alvorada do Norte
Alvorada do Norte är en kommun i Brasilien.   Den ligger i delstaten Goiás, i den sydöstra delen av landet, 200 km nordost om huvudstaden Brasília. Antalet invånare är 8 093.
Omgivningarna runt Alvorada do Norte är huvudsakligen savann. Runt Alvorada do Norte är det mycket glesbefolkat, med 5 invånare per kvadratkilometer.